# Alcides Mosconi
Alcides Mosconi foi um médico e político brasileiro do estado de Minas Gerais. Foi Prefeito do município de Andradas entre os anos de 1951 e 1954. Foi também deputado estadual de Minas Gerais pelo PSD, de 1955 a 1959.

, e vereador no município de Andradas entre os anos 1960 e 1962. Em 1962 mudou-se com a família para Espanha para servir na embaixada brasileira em Madri. Faleceu em 25 de outubro de 1970. É pai do deputado Carlos Mosconi.